# 生駒等寿
生駒 等寿（いこま とうじゅ、寛永3年（1626年） - 元禄15年5月8日（1702年6月3日））は、江戸時代前期の絵師。名は勝政。別号に眠翁。

## 略伝
讃岐の生駒氏の庶流生駒新三郎某の長男として生まれる。後に仕官を求めて萩に出て、寛文6年（1666年）長州藩第三代藩主毛利綱広に新規に召し抱えられたという。同年、綱広の姉竹子が鷹司房輔に嫁ぐ際に、彼女のお付きとして京都に派遣される。そこで新しい主となった房輔の愛顧を受けその画用を務めた。延宝7年（1679年）11月に竹子は亡くなるが、等寿は鷹司家に留め置かれており、房輔の信任の厚さが窺える。こうした背景から房輔関連の作品が幾つか知られており、例えば、房輔が自ら奉納した「三十六歌仙図」では、「雪舟末葉生駒等寿筆」の署名がある。元禄13年（1700年）1月に房輔が亡くなると、その翌年6月ようやく萩に帰郷し、その1年後に亡くなった。享年77。

## 現存作品
| 作品名                           | 技法                               | 形状・員数 | 所有者           | 年代                                           | 落款・印章 | 備考                           |
| -------------------------------- | ---------------------------------- | ---------- | ---------------- | ---------------------------------------------- | ---------- | ------------------------------ |
| 三十六歌仙図（画像）             | 板絵著色                           | 36面       | 大井俣窪八幡神社 | 1694年（元禄7年5月）                           |            | 山梨市指定文化財（美術工芸品） |
| 松桜幔幕図屏風                   | 紙本金地著色                       | 六曲一双   | 醍醐寺霊宝館     |                                                |            |                                |
| 菊花図簾屏風                     | 紙本金地著色（表）・紙本著色（裏） | 六曲一双   | 三の丸尚蔵館     | 款記「雪舟末葉生駒等壽筆」・「民翁」「勝政」印 |            | 皇室に当初から伝来した作品。   |
| 京名所春秋図屏風（修学院図屏風） | 紙本著色及び金彩                   | 六曲一隻   | 個人             |                                                |            |                                |
| 柿本人麻呂図                     |                                    |            | 萩博物館         |                                                |            |                                |
| 十六羅漢図                       |                                    |            | 禅林寺           |                                                |            |                                |
| 涅槃図                           | 絹本著色                           | 1幅        | 瑞聖寺           |                                                |            | 港区指定文化財                 |
| 涅槃図                           |                                    |            | 広雲寺・萩市     |                                                |            |                                |
| 出山釈迦図                       |                                    |            | 功山寺（下関市） |                                                |            |                                |

## 参考資料
- 五十嵐公一 『近世京都画壇のネットワーク ―注文主と絵師』 吉川弘文館、2010年、148-156頁。ISBN 978-4-642-07911-2

展覧会図録
- 西川新次 有賀祥隆 監修 総本山醍醐寺 日本経済新聞社編集『祈りと美の継承 醍醐寺展 秀吉・醍醐の花見四〇〇年』醍醐寺展 展覧会カタログ、日本経済新聞社、1998年5月、ASIN B07LDRQFQN
- 港区立郷土資料館編集 『港区指定文化財 : 港区文化財保護条例施行30周年記念誌』 港区教育委員会事務局、2008年
- 中部日本放送株式会社編集・発行 『宮廷の雅 ─有栖川宮家から高松宮家へ─』 2011年